# Crematogaster punctulata
Crematogaster punctulata är en myrart som beskrevs av Carlo Emery 1895. Crematogaster punctulata ingår i släktet Crematogaster och familjen myror. Inga underarter finns listade i Catalogue of Life.